# Benkanhalli Jagir, Shahpur
Benkanhalli Jagir là một làng thuộc tehsil Shahpur, huyện Gulbarga, bang Karnataka, Ấn Độ.